# کنفرانس تغییر اقلیم سازمان ملل متحد ۲۰۲۴
کنفرانس تغییر اقلیم سازمان ملل متحد ۲۰۲۴ (انگلیسی: 2024 United Nations Climate Change Conference) یا کنفرانس اعضای یوان‌اف‌سی‌سی‌سی (UNFCCC) که بیشتر با نام کوپ۲۹  (COP29) شناخته می‌شود، بیست و نهمین کنفرانس تغییرات آب و هوایی سازمان ملل متحد خواهد بود که در باکو، جمهوری آذربایجان برگزار می‌شود. مختار بابایف ریاست این کنفرانس را بر عهده خواهد داشت.